# Irma Heeren
Irma Heeren (16 april 1967) is een Nederlandse voormalige triatlete, duatlete en atlete. Ze is drievoudig wereldkampioene duatlon, vijfvoudig Europees kampioene duatlon en triatlon en was Nederlands recordhoudster op de 30 km in 1:46.24, totdat dit ophield te bestaan, nadat deze afstand door de Atletiekunie per 1 januari 2019 uit de recordlijst was geschrapt. Bovendien heeft Heeren op de 20 km met 1:07.12 de beste Nederlandse prestatie ooit in handen gehad van 1999 tot 2006.

## Loopbaan
Heeren won tweemaal in de triatlon van Almere (1994, 1999), eenmaal de halve marathon van Egmond (1999) en driemaal de Tilburg Ten Miles (1997, 1998, 2001).
In 2001 werd ze onderscheiden met de Thea Sybesma Award. Na september 2001 is Irma gestopt met duatlons en triatlons om zich volledig te kunnen richten op het hardlopen.
In 2003 werd ze derde op de Zevenheuvelenloop (15 km) in 51.29 en derde op de halve marathon van Egmond in een tijd van 1:16.47.
Heeren stopte in 2004, na een blessure, met haar sportcarrière.

## Nederlandse kampioenschappen atletiek
| Onderdeel                 | Jaar                   |
| ------------------------- | ---------------------- |
| 10.000 m                  | 1998                   |
| halve marathon            | 1994, 1997, 1999       |
| veldlopen (lange afstand) | 1993, 2001, 2002, 2003 |

## Persoonlijke records
Baan
| Onderdeel | Prestatie | Datum        | Plaats     |
| --------- | --------- | ------------ | ---------- |
| 5000 m    | 16.27,0   | 6 juni 2002  | Harderwijk |
| 10.000 m  | 33.01,55  | 6 april 2002 | Camaiore   |

Weg
| Onderdeel      | Prestatie       | Datum            | Plaats              |
| -------------- | --------------- | ---------------- | ------------------- |
| 10 km          | 32.17           | 13 juli 1997     | Noordwijk           |
| 15 km          | 49.20           | 11 november 2001 | Nijmegen            |
| 10 Eng. mijl   | 53.34           | 8 november 1998  | Beverwijk           |
| 20 km          | 1:07.12 (ex-NR) | 13 maart 1999    | Alphen aan den Rijn |
| halve marathon | 1:10.03         | 10 januari 1999  | Egmond              |
| 30 km          | 1:46.24 (ex-NR) | 16 februari 2003 | Schoorl             |
| marathon       | 2:35.53         | 18 april 1999    | Rotterdam           |

## Triatlon- en duatlontitels
- Wereldkampioene duatlon op de korte afstand: 1994, 1997, 1998
- Europees kampioene triatlon op de lange afstand: 1999 (split tijden: zwemmen: 1:00.48, fietstijd: 4:49.47, marathon: 2:55.48)
- Europees kampioene duatlon: 1993, 1996, 1999, 2001
- Nederlands kampioene triatlon op de lange afstand: 1994
- Nederlands kampioene triatlon op de middenafstand: 1999
- Nederlands kampioene triatlon op de olympische afstand: 1993, 1994
- Nederlands kampioene duatlon: 1993, 1996, 1997

## Belangrijkste prestaties

### Atletiek
- 1992: 13e Zevenheuvelenloop - 54.45
- 1993:  Sylvestercross - 19.17
- 1993: 4e Warandeloop - 16.57
- 1994:  NK in Wolphaartsdijk - 1:15.23
- 1995: 5e Warandeloop - 17.38
- 1996: 6e Warandeloop - 21.10
- 1997:  halve marathon van Wolphaartsdijk - 1:15.23
- 1997:  Wolphaartsdijk (15 km) - 49.23
- 1997:  Heerlen (10 EM) - 53.40
- 1997:  Tilburg Ten Miles (5 EM) - 25.35
- 1997:  NK in Enschede - 1:10.30 (1e overall)
- 1997:  Noordwijk (10 km) - 32.17
- 1998:  Beverwijk (10 EM) - 53.34
- 1998:  Tilburg Ten Miles (10 km) - 33.32
- 1998:  NK - 33.04,69
- 1998:  halve marathon van Dronten - 1:10.44
- 1998: 6e Dam tot Damloop - 55.28
- 1998: 16e WK in Uster - 1:11.35
- 1998: 16e Warandeloop - 21.49
- 1999:  halve marathon van Egmond - 1:10.03
- 1999:  Groet Uit Schoorl - 1:46.26
- 1999:  Asselronde (27,5 km) - 1:34.36
- 1999:  Stadsloop Appingedam - 32.55
- 1999:  20 van Alphen - 1:07.12
- 1999:  NK - 1:11.21 (3e overall)
- 1999:  Wolphaartsdijk (15 km) - 50.37
- 1999: 8e marathon van Rotterdam - 2:35.52
- 2000: 4e Minimarathon van Apeldoorn (18,6 km) - 1:06.25
- 2000: 6e NK veldlopen, Heerde (7,4 km) - 26.23
- 2000:  Montferland Run - 51.03
- 2000: 9e Warandeloop - 20.59
- 2000: 11e Dam tot Damloop (21,1 km) - 1:16.37
- 2000: 8e Zevenheuvelenloop - 51.25
- 2001:  halve marathon van Egmond - 1:14.43
- 2001:  ETU cup
- 2001:  Tilburg Ten Miles (10 km) - 33.41
- 2001:  4 mijl van Groningen - 21.33
- 2001: 7e Dam tot Damloop - 54.55
- 2001:  Zevenheuvelenloop - 49.19,6
- 2001:  Lelystad (10 EM) - 54.37
- 2001: 7e Warandeloop - 20.51
- 2002:  City-Pier-City Loop - 1:10.49
- 2002:  NK 5000 m - 16.43,24
- 2002:  Acht van Apeldoorn - 24.00
- 2002:  Camaiore 10.000 m - 33.01,55
- 2002: 4e 20 van Alphen - 1:07.25
- 2002: 41e WK halve marathon - 1:14.11
- 2002:  Zevenheuvelenloop - 51.28
- 2002: ? Voorthuizen (10 km) - 33.30
- 2002: 11e Warandeloop - 21.49
- 2002: 16e Tilburg Ten Miles (10 km) - 35.57
- 2003:  halve marathon van Egmond - 1:16.47
- 2003:  Groet Uit Schoorl - 1:46.24
- 2003:  NK veldlopen in Harderwijk - 26.24
- 2003:  Asselronde (27,5 km) - 1:36.22
- 2003: 5e 20 van Alphen - 1:10.10
- 2003:  Houtwijkkerstloop, Dronten - 1:15.27
- 2003:  Zevenheuvelenloop - 51.29
- 2003: 8e Warandeloop - 21.49
- 2004: 6e halve marathon van Egmond - 1:20.04
- 2008:  Zeeuwse Kustmarathon - 3:10.52
- 2008:  halve marathon van Dalfsen - 1:23.38
- 2008:  halve van Hoogland - 1:19.04
- 2008:  Marikenloop - 37.42
- 2009:   halve marathon van Harderwijk - 1:24.19
- 2009:  halve marathon van Dalfsen - 1:22.56
- 2009:  halve van Hoogland - 1:24.34
- 2010:  halve marathon van Harderwijk - 1:18.31
- 2012: 6e Houtwijk Kerstloop - 1:22.33
- 2012: 26e halve marathon van Egmond - 1:23.35
- 2012:  halve marathon van Harderwijk - 1:23.30
- 2012:  Zeebodemloop (21,1 km) - 1:24.42
- 2012:  halve marathon van Zwolle - 1:23.24
- 2012:  marathon Zeeland - 3:14.07

### Duatlon
- 1992:  WK korte afstand in Frankfurt - 2:55.41
- 1993:  NK korte afstand in Venray - 3:05.02
- 1993:  EK lange afstand in Königslutter - 3:03.41
- 1993:  WK korte afstand in Dallas - 1:40.16
- 1994:  EK in Vukoatti - 2:58.03
- 1994:  WK korte afstand in Hobart - 2:03.00
- 1995:  WK korte afstand in Cancún - 1:58.16
- 1996:  NK korte afstand in Venray - tijd onbekend
- 1996:  EK in Mafra - 2:02.32
- 1997:  NK korte afstand in Venray - 2:01.53
- 1997:  WK korte afstand in Guernica - 2:01.19
- 1998:  WK korte afstand in St. Wendel - 2:07.32
- 1999:  EK in Blumau - 2:03.25
- 2000:  WK lange afstand in Prettoria - 2:56.15
- 2001:  EK in Mafra - 2:07.52

### Triatlon
- 1993: 6e EK olympische afstand in Echternach - 2:12.53
- 1993: 22e WK olympische afstand in Manchester - 2:12.49
- 1994:  NK lange afstand in Almere - 9:46.25 (1e overall)
- 1994: 18e WK olympische afstand in Wellington - 2:12.20
- 1995:  NK lange afstand in Almere - 9:26.36 (2e overall)
- 1999:  NK middenafstand in Stein - 4:30.24
- 1999:  NK/EK lange afstand in Almere - 8:56.23 (1e overall)
- 2000:  NK olympische afstand in Holten - 2:07.51

1990: Thea Sybesma ·
1991: Erin Baker ·
1992: Jenny Alcorn ·
1993: Carol Montgomery ·
1994: Irma Heeren ·
1995: Natascha Badmann ·
1996: Jackie Gallagher ·
1997: Irma Heeren ·
1998: Irma Heeren ·
1999: Jackie Gallagher ·
2000: Stephanie Forrester ·
2001: Erika Csomor ·
2002: Corine Raux ·
2003: Edwige Pitel ·
2004: Erika Csomor ·
2005: Michelle Dillon  ·
2006: Catriona Morrison ·
2007: Vanessa Fernandes ·
2008: Vanessa Fernandes ·
2009: Vendula Frintová ·
2010: Catriona Morrison ·
2011: Katie Hewison ·
2012: Felicity Sheedy-Ryan ·
2013: Ai Ueda ·
2014: Sandra Levenez ·
2015: Emma Pallant